# José María Moreno Ramírez
José María Moreno Ramírez (Mataró, 14 de gener de 1960) és un ex ciclista català, professional entre 1985 i 1988. Competí amb els equips Dormilón, Kelme i Seur, destacant la seva victòria d'etapa a la Volta a La Rioja (1990). Posteriorment, treballà a la Federació Catalana de Ciclisme.

## Palmarès
- 1990
  - Vencedor d'una etapa a la Volta a la Rioja